# Skazanie o nevidimom grade Kiteje i deve Fevroni
Skazanie o nevidimom grade Kiteje i deve Fevroni (transcripció del títol original en rus Сказание о невидимом граде Китеже и деве Февронии', en català La llegenda de la ciutat invisible de Kítej i la donzella Fevrònia) és una òpera en quatre actes de Nikolai Rimski-Kórsakov sobre un llibret de Vladímir Belski. L'obra fou acabada el 1904, després de cinc anys de treball, i es va estrenar al Teatre Mariïnski de Sant Petersburg el 20 de febrer de 1907.
La seua primera interpretació fora de Rússia va ser al Gran Teatre del Liceu de Barcelona l'any 1926. La crítica, de manera gairebé unànime, la defineix com l'obra mestra de Rimski-Kórsakov, pel seu equilibri entre cant i orquestra, els seus cors i els seus aires profundament russos, així com els seus passatges orquestrals.

## Origen i context
Rimski-Kórsakov i Belski es van interessar primer per escriure una òpera sobre la llegenda de Kítej durant l'hivern de 1898-1899, mentre estaven treballant en el llibret de El conte del tsar Saltan. La idea de combinar la llegenda de Santa Fevrònia en la història va formar part del projecte des del principi. El projecte va quedar en la ment d'ambdós, però hauria d'esperar fins a 1903 fins que hi van poder començar a treballar de debò. Durant el període entre 1898 i el començament de 1903, el compositor estava ocupat amb la composició de les òperes El conte del tsar Saltan, Servilija, Kashchey l'Immortal i Pan Voyevoda. Rimski-Kórsakov havia escrit un esborrany del primer acte per al final de l'estiu, i Belski havia acabat el llibret a la primavera. L'estiu de 1904, Rimski-Kórsakov havia acabat la composició del segon quadre del tercer acte i va fer l'orquestració de l'òpera. Durant l'estiu de 1905, mentre escrivia els seus Principis d'orquestració, també va polir la partitura orquestral per Kítej, i va fer una còpia final neta per enviar a les impressores.
L'essència de l'acció rau en l'eterna lluita entre el bé i el mal, amb el triomf final de la virtut, la humilitat i la caritat cristiana, sobre la crueltat, la violència i la perfídia. És tanmateix una obra optimista: aquest conte de fades revela els defectes de l'ésser humà però sense condemnar-los.
És una sumptuosa òpera de l'últim Rimski-Kórsakov, potser la més elaborada, amb un argument i orquestració fantàstica i folklòrica típicament rimskiana. Es convertí en una de les òperes més representatives del repertori rus. Rimski-Kórsakov barreja un ideal espiritual i filosòfic amb els símbols de la cultura russa tradicional. Tanmateix, les seves opinions sobre el llibret discrepaven amb les del llibretista: Belski el volia arcaic, Rimski-Kórsakov modern; el primer preconitzava una obra idealista, el segon la desitjava realista. Aquest debat incessant entre els dos creadors no va satisfer plenament el compositor, una mica dubitatiu quant al resultat final del seu treball comú. Amb tot, el llibret de l'obra és considerat entre els millors del gènere.
El text desenvolupa llargament allò que la música dinamitza i acoloreix: els cants religiosos, la música popular russa, els accents de vegades propers dels de Mússorgski o Borodín, la melodia ininterrompuda que fa pensar en el drama wagnerià construeixen un poema simfònic vibrant d'ecos i portador d'un missatge càndid, ingenu, i ple d'humanitat.

### El llibret i les fonts
L'argument de l'òpera es basa en diverses llegendes i contes populars russos. Els dos eixos de l'argument són la història de la ciutat de Kítej, que davant l'amenaça dels tàtars va esdevenir invisible per evitar la destrucció, i la història de la donzella Fevrònia.
La història de la ciutat apareix per primer cop a la Crònica de Kítej, suposadament originada entre els Vells creients a finals del segle xviii i redescoberta per M. Meledin. Belski es basa en aquesta crònica i també en la novel·la V lesakh (Als boscos) de P. I. Melnikov, que va popularitzar la història de la ciutat entre els cercles cultes de Rússia.
El personatge de Fevrònia es basa principalment en la vida de la santa del mateix nom, tal com apareix al relat hagiogràfic Història de Pere i Fevrònia (Povest o Petre i Fevronii), difós a mitjans del segle xvi per Ermolai Erazm. Belski també es va inspirar en els relats del segle xvii sobre la santa Julia de Lazarevo (o de Múrom) per construir el personatge de Fevrònia.

#### Cristianisme i paganisme
Rimski-Kórsakov tenia una visió positivista i materialista del món. Stravinski recordava com en una ocasió, parlant sobre la resurrecció, el seu mestre es mostrà totalment en contra d'aquesta possibilitat, dient que "no hi ha res després de la mort; la mort és la fi". Sembla estrany doncs, que Rimski-Kórsakov decidís posar música a una llegenda originalment cristiana i estesa pels Vells creients que, a sobre, tenia com a punt culminant la resurrecció de la protagonista.
Una anàlisi detinguda del llibret revela que els elements pròpiament cristians són mínims, amb només algunes referències a Crist. Rimski-Kórsakov i Belski van revisar profundament la llegenda per fusionar-la amb la tradició pagana eslava i a la vegada donar-li un aire panteista. Així, el text està ple de referències a conceptes o figures paganes, com els ocells Sirin i Alkonost, les pregàries a la Mare Terra, o la imatge del paradís com a terra sempre verda i florida, entre d'altres. Cal tenir en compte que la religiositat del poble rus estava fortament influenciada per creences i ritus pagans, malgrat els esforços de l'Església Ortodoxa per evitar-ho. L'adopció del cristianisme per part del poble es va produir de forma superficial, mantenint molts dels elements pagans sota noms cristians, en el que s'ha denominat com a doble fe (''dvoeberie'').
El llibret de Belski, una mescla d'història (la invasió Mongola del 1223), panteisme, elements pagans i cristians, esdevé una de les millors mostres de dvoeverie en l'art. És per aquesta raó, juntament amb el caràcter místic de la temàtica i la protagonista, que l'òpera ha estat considerada per alguns crítics com el Parsifal rus.

### La catàstrofe mundial i els Tàtars
A causa de l'atac dels tàtars es trenca la idíl·lica vida de la ciutat de Kítej. A un nivell filosòfic, l'atac dels tàtars representa l'origen de la maldat, el càstig dels déus. De fet, en els contes i obres de misteri russos, la maldat sempre es representa en la figura dels tàtars. En el pròleg Belski avisa que les hordes tàrtares són representades sense cap precisió etnogràfica, mostrant els trets que les caracteritzaven en els antics cants populars. De fet, l'origen de la marxa tàtara es troba en una cançó popular russa molt coneguda.
En la terrorífica i a la vegada imponent representació de l'atac dels tàtars s'amaga el sentiment de catàstrofe mundial que dominava a la intel·lectualitat russa de principis de segle. Malgrat tot, també la filosofia religiosa de la mateixa època, la recerca de Déu de Soloviev, Berdiaev, Florenski o Merechovski i les idees de Tolstoi sobre la generositat i la tolerància conformem la base de Kítej.
El desenllaç de l'òpera dona peu a la reflexió: l'apoteosi no permet oblidar el fet que el món es troba sota el domini del mal i que la ciutat de la virtut i la santedat continua i continuarà essent invisible, ja que aquesta és la seva essència. Rimski-Kórsakov, al final de la seva maduresa, passà a contemplar el món a través d'una mescla de creences religioses ortodoxes i una gran resignació de matisos panteistes, gens aliena a l'espiritualitat russa.

### ElParsifalrus

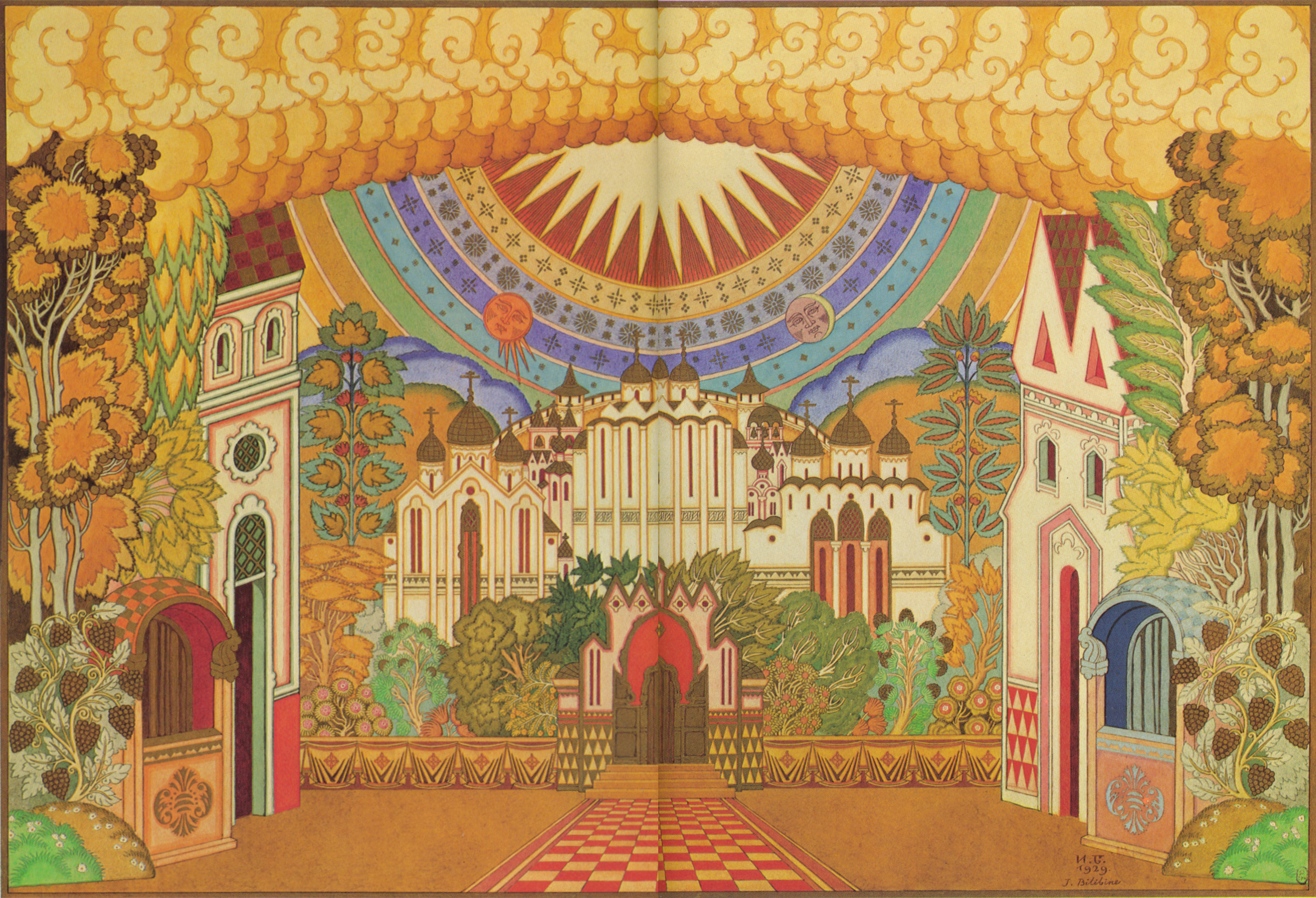
Disseny d'Ivan Bilibin de l'escenografia per a la segona escena del quart acte

En el llibret s'hi entrellacen dues llegendes populars: la salvació màgica de la ciutat i la història de la jove Fevrònia. El pobre beneit de l'òpera, que posseeix per naturalesa els dons celestials de fe, esperança i humilitat, a més de la saviesa, cosa que li permet salvar la ciutat, no és un home, sinó una dona. La melodia que acompanya la súplica de Fevrònia per a defensar la ciutat (final de l'acte II), és la música de la salvació. La cerimònia del prec de la Gran Kítej es construeix sobre aquesta melodia, el tema de la salvació dona origen al màgic repicar de les campanes de Kítej.
Fevrònia és una filla de la natura, que quasi en forma part: creix en la solitud del bosc, coneix el llenguatge dels arbres, les flors, els ocells, i els animals. Les seves melodies brollen del murmuri del bosc en l'obertura, la música de la naturalesa es transforma lentament en un cant en el qual Fevrònia expressa la seva visió panteística de la religió, en la línia de la de Rimski-Kórsakov.
Fevrònia conserva la seva harmonia interior fins i tot durant les proves més complicades i dures, essent capaç de transmetre-la. Durant el captiveri entre els tàtars, i després de la mort del seu promès, consola Grixka Kuterma, que també està pres al seu costat, malgrat que l'havia calumniat al·levossament d'haver traït la pàtria. Ella parla amb ell duent-lo vers la felicitat interior, que es pot assolir mitjançant el sacrifici i la humilitat, i fent servir una variant de la melodia amb la qual ha prestat jurament de fidelitat al bosc on va néixer. La música crea una unitat meravellosa en el personatge de Fevrònia. Rimski s'inspirà en cançons populars per a compondre les seves melodies. L'única excepció la constitueix un tema que aconsegueix una expressivitat quasi wagneriana, amb el que expressa la seva creença en Déu. Fevrònia és, sens cap dubte, el personatge principal de l'òpera. El seu estimat, Vsévolod (tenor heroic) és un personatge secundari. El veritable company i a la vegada antagonista de la noia és Grixka Kuterma (també tenor).
Grixka és, a la seva manera, un filòsof: la seva vida miserable li ha ensenyat a ser egoista, a adular els poderosos i a mofar-se sense límits dels pobres. Aquest canalla amb tanta maldat, encara que en el fons no és més que un pobre desgraciat, es converteix en el traïdor a la pàtria i calumniador d'homes honrats. La calúmnia no afecta Fevrònia, com tampoc les mofes i crítiques, sinó que acaben per destruir el mateix Kuterma: la humilitat i l'amor de Fevrònia li provoquen tants remordiments que embogeix. Rimski-Kórsakov representa les al·lucinacions de Grixka d'una forma molt penetrant: escolta les campanes de Kítej però el so està ple de ressonàncies.

### Una òpera misteriosa

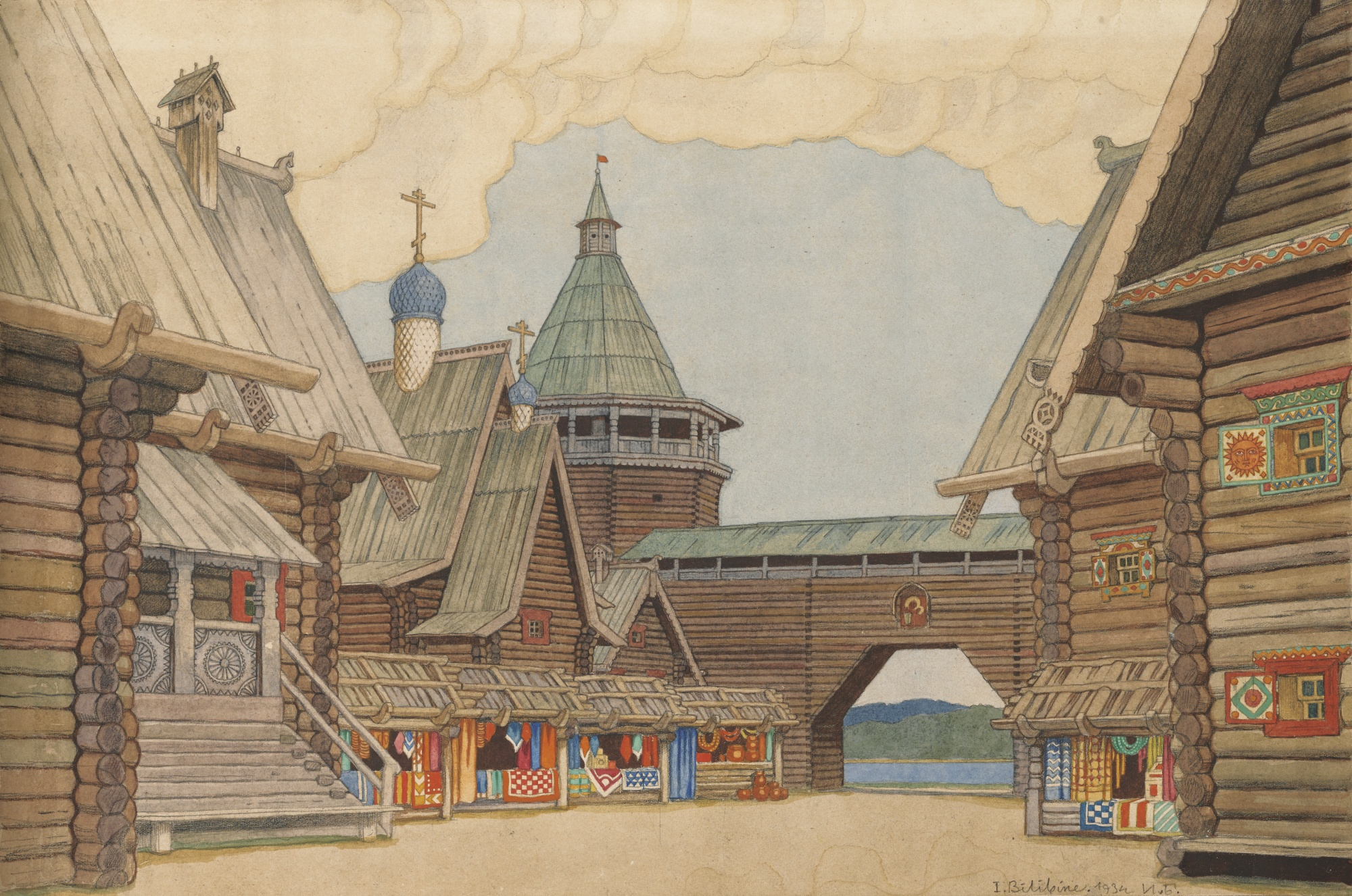
Disseny d'Ivan Bilibin de l'escenografia de l'òpera

Rimski-Kórsakov deixà que la idea sobre una òpera religiosa-eslava madurés durant cinc anys en l'època del canvi de segle. La seva idea original era posar fi amb ella a la seva obra dramàtica, La llegenda és al mateix temps una confessió i un llegat. En una de les representacions de l'òpera tingué quasi tantes exigències com Wagner en el seu Parsifal. Les especials campanes de Kítej, que apareixien darrere l'escenari en l'acte II, les jutjava indispensables. Després de la Revolució d'Octubre de 1917, la llegenda desaparegué de tots els programes, la ideologia de la Unió Soviètica no tenia res a fer amb el Parsifal eslau. Això no obstant, l'òpera fou tolerada i fins i tot se'n realitzà un enregistrament discogràfic, malgrat que amb el text reelaborat per raons d'adaptació a la posada en escena. A partir de les representacions el 1983, en el Bolxoi de Moscou, i en la dècada de 1990, en el Teatre Mariïnski de Sant Petersburg, es pot parlar d'una autèntica recuperació. També des d'aquest moment es despertà l'interès de l'esfera operística internacional.

## Argument

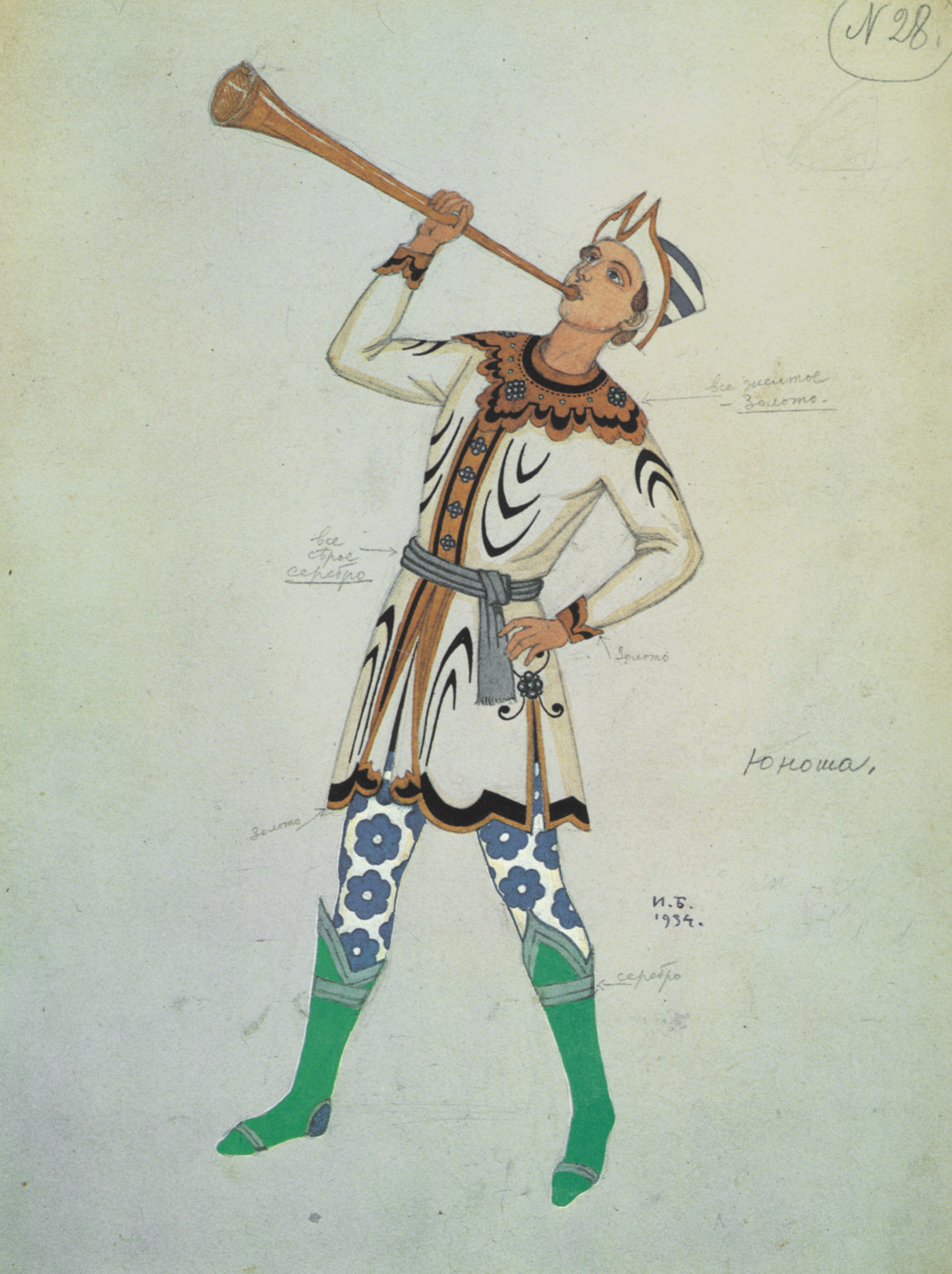
Disseny d'Ivan Bilibin del vestuari de l'òpera

### Acte I
El preludi del primer acte és un himne a la solitud. En aixecar-se el teló ens trobem en plena selva, a l'altre costat del Volga. Fevrònia, gentil donzella, viu al bosc sola i aïllada del món, només amb un germà llenyataire, lliurada a la contemplació de la natura, on s'ha criat i que constitueix tot el seu amor i consol. Els seus únics amics són els habitants de la selva, les aus i animals que, com de costum, s'acosten ara dòcils quan els crida. Ella els prodiga les seves carícies i els parla amorosament.
En això, apareix el príncep Vsévolod, que anava de cacera, i s'atura atònit davant aquest espectacle. La seva presència espanta els animals i queden Fevrònia i el príncep comentant tots dos per a si mateixos la mútua sorpresa de la trobada, sense atrevir-se a dirigir-se la paraula. Fevrònia és la primera a trencar el silenci i saluda el desconegut convidant-lo a descansar i oferint-li pa amb mel per reparar les forces. En servir-lo, nota que està ferit al braç i el príncep li manifesta que és conseqüència de la lluita tinguda fa poc amb un os. Ella li cura la ferida, la qual cosa augmenta la simpatia que en ambdós ha despertat la casual trobada.
El príncep li pregunta qui és, i Fevrònia li relata la seva vida senzilla, lluny del món en la pau de la selva, les belleses de la qual descriu amb l'entusiasme més gran, així com tots els sentiments que aquella desperta en la seva ànima i acaba entonant un himne a la natura, com el gran temple de Déu. La puresa, serenitat i saviesa de Fevrònia l'encisen fins al punt que acaba enamorant-se'n. Meravellat per tant candor i puresa d'ànima, el príncep, li descobreix el sentiment que ha fet germinar en el seu cor i acaba per demanar-li si vol ser la seva dona. Plena de confusió, contesta Fevrònia que no és digna de tal honor. Ell insisteix en les seves proposicions amoroses i en penyora li posa un anell al dit. Ella es pregunta si allò és somni o realitat, i indecisa encara, venen a distreure-la, interrompent l'amorós diàleg, el toc de les trompetes de caça i les veus llunyanes dels companys del príncep que caminen buscant l'extraviat. El príncep els contesta i es disposa a anar a trobar-los; s'acomiada fins aviat del seu amor i li promet enviar a buscar-la aviat per celebrar les seves noces.
Poc després de marxar el príncep, arriben els caçadors i pregunten a la noia si ha vist al seu company. Ella els indica el camí per on se n'ha anat, i els pregunta el nom del seu galant desconegut. Tots, sorpresos davant la seva ignorància, li manifesten que és el mateix príncep hereu de Kítej, deixant aquesta revelació a Fevrònia sumida en la major sorpresa.

### Acte II

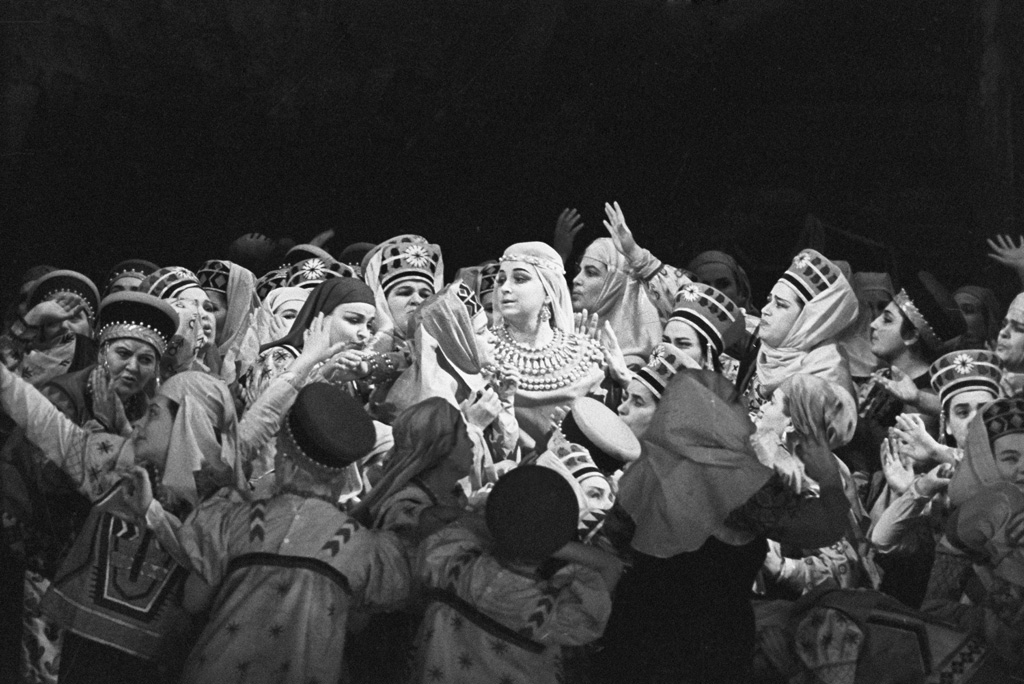
Imatge del 1959 de l'òpera al Teatre Bolxoi

A la Petita Kítej, sobre la riba esquerra del Volga, la gent s'apilota en massa, s'hi espera l'arribada del cotxe nupcial que porta Fevrònia des del bosc on vivia, fins a una gran mansió de la vila. Hi ha un ensinistrador d'ossos, músics amb gusles, prestidigitadors i captaires. Arriba després un joglar que, al so de la gusla, entreté també a la gent amb historietes. Una d'elles conté un funest presagi per a la vila, un anunci de properes desventures. El poble supersticiós comença a inquietar-se davant tals auguris i la impaciència creix amb el retard de la comitiva nupcial, tement que li hagi passat ja alguna desgràcia.
En això surt de la taverna, mig ebri, Grixka Kuterma, important personatge de l'acció, un miserable dominat per l'esperit del mal. Es mofa de la malaurada aliança del príncep amb qui no és del seu rang, i augura també grans infortunis; després de cantar l'elogi del vi, que fa oblidar totes les misèries, torna a la taverna amb els diners que ha recollit entre els curiosos, i surt de nou al cap de poc, completament borratxo.
Arriba per fi la comitiva en tres carrosses, en l'última de les quals ve la núvia. Tot el poble s'agrupa per contemplar-la i el seguici es veu obligat a aturar-se. Kuterma, destacant dels circumstants, completament embriagat, dirigeix grans insults a Fevrònia, li tira en cara el seu humil bressol, i acaba predient-li la major de les catàstrofes que ha de reduir-la a la indigència. El cor magnànim de Fevrònia intercedeix pel miserable contra les amenaces del poble, fins que finalment el borratxo és expulsat.
Reprèn la marxa el seguici nupcial, el poble queda comentant el que ha passat i els fatídics presagis de la jornada, quan de seguida comencen a sentir-se al lluny estranys tocs de trompetes. Els tocs van en augment, acompanyats del grinyol dels carros i renills de cavalls. La multitud va inquietant-se més i més, i creix el tumult amb l'arribada de grups de gent que corre embogida en totes direccions referint la catàstrofe que s'acosta. L'enemic cruel, els tàtars, està a les portes de la vila, matant i incendiant tot el que troben al seu pas.
Apareixen per fi els tàtars en escena, amb els seus dos caps Biedai i Burundai. Han atacat el seguici nupcial, apoderant-se de Fevrònia, que porten arrossegant. Un altre grup condueix també presoner al borratxo Kuterma, embogit ara pel terror. Els tàtars li ofereixen salvar-li la vida si els mostra el camí de la gran capital, la Gran Kítej, la via de la qual els és impossible de trobar. Kuterma vacil·la davant la magnitud de la traïció proposta i davant les súpliques de Fevrònia que tracta d'infondre enteresa d'ànim, però a causa dels efectes del vi i a l'amenaça de terribles tortures, acaba per cedir.
Els tàtars, guiats per Kuterma, emprenen el camí de la Gran Kítej, mentre Fevrònia desolada invoca al cel, demanant a Déu que faci invisibles la ciutat i els seus habitants.

### Acte III
Quadre I
L'escena representa una plaça de la gran ciutat de Kítej, amb la catedral al fons. El poble es reuneix armat, per aturar la invasió dels tàtars que s'acosten. En l'atri de l'església es troba el príncep Iuri amb el seu fill, el príncep hereu, i el seu seguici. Entre aquest hi ha el desventurat Fiódor Poiàrok acompanyat d'un pigall, per haver-lo deixat cec els tàtars en l'atac a la petita Kítej. L'infeliç explica els més espantosos detalls de la presa de la població i del pillatge i les tortures comeses pels tàtars, passant tot a sang i foc. Anuncia la propera arribada de l'enemic, que l'ha enviat per davant amb un missatge en què amenaça amb la imminent destrucció de Kítej i tots els seus habitants. Una falsa delació del malvat Kuterma fa creure a tots que és la mateixa princesa presonera, i no ell, qui ha revelat als tàtars el camí de la ciutat invisible.
El príncep Juri, pres per la desesperació, mana al pigall que pugi a la torre del campanar i avisi des d'allà dels senyals que s'albirin en l'horitzó. Mentre el poble eleva les seves pregàries a la verge, el pigall anuncia que un immens núvol de pols enfosqueix el cel, i successivament va donant paorosos detalls de la proximitat de l'enemic. El jove príncep demana permís al seu pare per sortir a l'encontre dels invasors i reclutant a tots els homes hàbils per a la lluita, marxa al capdavant d'ells entonant un himne bèl·lic.
Llavors esdevé la gran meravella. A poc a poc una clara boira, de tints daurats, substitueix els núvols negres; les campanes comencen a tocar soles i el poble, atònit davant el sorprenent espectacle, sense saber a què atribuir-ho, va sentint la proximitat del miracle. La boira que el cel envia es fa a cada moment més espessa i la ciutat tota queda embolicada en un dens vel protector que l'oculta completament.
L'intermedi simfònic que prepara el quadre següent, descriu la batalla que s'està lliurant a la plana de Kerjenez, sagnant per ambdues parts, i en la qual perd la vida el príncep hereu, Vsévolod, i són delmades les seves hosts en una severa derrota contra els tàtars. Només el miracle del cel ha impedit als infidels apoderar-se de la vila eterna.
Quadre II
L'escena representa un gran bosc a la vora del misteriós «llac de la llum», Svetloiar, que ocupa el fons. A la vora oposada s'aixeca la gran ciutat de Kítej, protegida sempre per la densa boira que l'oculta a totes les mirades.
Arriba Grixka Kuterma acompanyant els cabdills tàtars, que l'acusen de traïdor, doncs tot i tan cruents esforços no aconsegueixen trobar la sospirada població per enlloc. El malvat sosté que és al davant, a l'altra part del llac, però com res veuen, el lliguen a un arbre i l'amenacen amb les majors tortures si al següent dia no es descobreix la invisible metròpoli.
Va arribant l'horda amb els carros del botí, i en un d'ells la desgraciada Fevrònia. Els tàrtars es reparteixen el botí, mentre els seus caps, Biedai i Burundai, es disputen la possessió de Fevrònia. La baralla creix fins que per fi Burundai mata d'un cop de destral al seu company. Després procura fer seva a Fevrònia, però, ebri per la sang i el vi, va quedant adormit juntament amb els altres guerrers.
Fevrònia es lamenta de la terrible sort del seu estimat que ve a omplir els dolors de la captivitat. Kuterma lligat encara a l'arbre, procura atreure a la infeliç, perquè li deslligui els lligams. Llavors té lloc una patètica i grandiosa escena, en la qual contrasta la maldat i perfídia de l'abjecte traïdor amb la noblesa d'ànima i la puresa angelical de la donzella. Fevrònia pretén convertir al cínic, portant-lo pel camí de la redempció, però l'esperit del mal li ofereix una resistència sense límits, fins que en un rapte d'incomparable abnegació, la donzella consent a sacrificar-se i lliurar-se als seus botxins en lloc de Kuterma, a qui dona la llibertat. En el moment en què aquest va a fugir, torna a atordir-lo el pertinaç repic de les campanes que, com la veu de la consciència, no l'abandona mai. Llavors, en el súmmum de la desesperació, vol llançar-se al llac, però en arribar a la riba s'atura, com petrificat.
Una nova meravella té lloc. Els primers raigs de l'alba il·luminen la superfície del llac i en les seves aigües apareix màgicament reflectida la silueta de la ciutat encara invisible, mentre les campanes totes llancen els seus sons a l'aire amb solemnitat triomfal. Kuterma, boig de terror, manifesta que veu ara àngels on abans veia diables, i fuig per fi, portant darrere seu Fevrònia. Els tàtars desperten als crits d'aquell. Enlluernats davant la visió de la ciutat reflectida en el llac i atordits per l'incessant toc de les campanes, s'apodera d'ells un supersticiós terror, i fugen espaordits, confessant la grandesa del «Déu dels russos».

### Acte IV
Quadre I

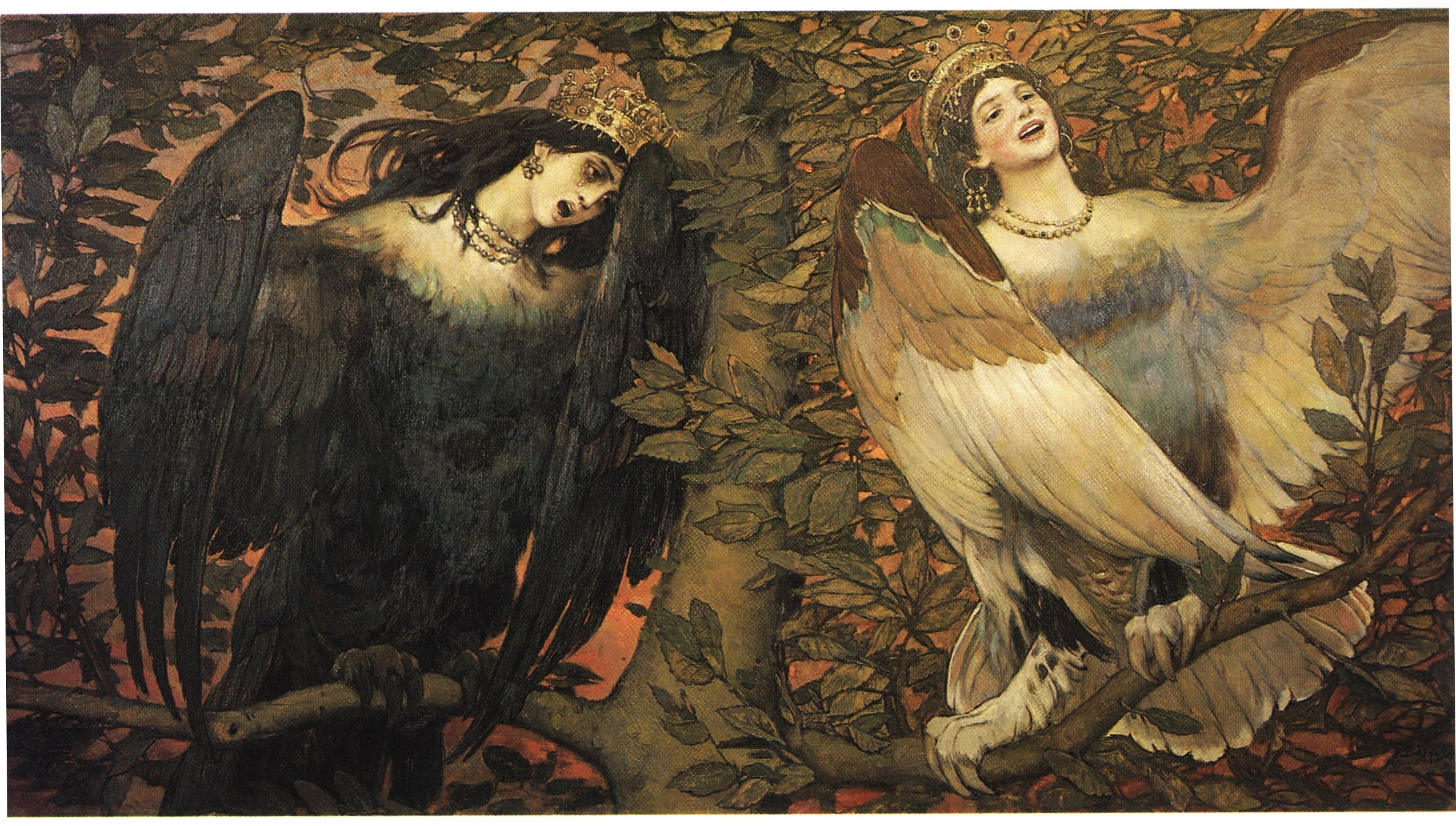
Les aus Sirin i Alkonost per Víktor Vasnetsov

Nit obscura a la selva de Kerjenez. Al fons, un espai lliure entre l'espessor, ocupat per un estany cobert d'algues. Fevrònia arriba amb el vestit destrossat per les garrotxes i bardisses. Kuterma la segueix. Aquella reprèn els seus esforços per convertir-lo. Malgrat les burles i la resistència d'aquest, aconsegueix per fi Fevrònia que resi amb ella una oració a la mare terra, ja que el cel està encara massa lluny per a ell. A mesura que avancen, Kuterma, que ha repetit les paraules d'esma, es va distraient fins que el maligne esperit torna a apoderar-se de la seva ànima i per tot arreu creu veure visions diabòliques. Pretén que la serp infernal se li apareix i l'instiga a baratar les pregàries per cants i balls. Per fi, llançant salvatges crits, fuig per no tornar.
Sola Fevrònia es consola dels seus fallits esforços, tendint sobre la gespa per reposar de la fatiga. En els seus somnis, comencen a sorgir llumetes entre les branques dels arbres i les corol·les de les flors resplendeixen, amb tots els colors de l'iris. El cant de dues aus del Paradís, Sirin i Alkonost, ve a confortar la donzella, infonent noves esperances per tal que conservi la fe, i anunciant una propera tanda de ventures.
Tot d'una, l'espectre del difunt Príncep apareix sobre l'estany i avança cap a la seva estimada. Aquesta es llança plena de goig a les seves plantes i li pregunta per les seves ferides. Ell contesta que, abandonat sobre el camp de batalla amb quaranta ferides greus, havia passat per mort, però que ara viu en realitat per virtut del cel. Els infortunats amants juren no separar-se mai i es lliuren al més amorós èxtasi. Finalment, la veu de Sirin, l'au invisible, els convida a celebrar el festí de noces que va interrompre la mort, i tots dos s'allunyen abraçats, avançant amb rabent impuls sobre la superfície de l'estany, les aigües tot just freguen les seves plantes.
L'orquestra descriu durant la mitja part la marxa cap a la ciutat invisible. El cant dels ocells del Paradís i el toc de les campanes es barregen amb les veus de l'orquestra en el magnífic interludi que precedeix l'escena última de l'obra. Fevrònia i Vsévolod s'endinsen en la ciutat invisible, sota el toc de les campanes.
Quadre II
Tots els núvols es dissipen i apareix radiant la invisible ciutat, meravellosament transformada. Entre els seus superbs edificis, sobresurten la catedral i el palau del príncep. L'escena està ocupada per una gran comitiva, vestida tota de blanc, portant gerros amb flors i espelmes enceses. Tots reben amb un himne al príncep i Fevrònia, que arriben pel gran portal. Fevrònia, meravellada davant el sublim espectacle de llum i alegria, pregunta a què venen aquells cants, al que contesta el príncep que són pel seu casament.
Apareix a l'escalinata del palau el príncep Iuri i el seu fill el saluda, presentant la seva nova nora. Aquesta no torna en si de la seva sorpresa i pregunta si tot allò no és un somni. Li contesten que és el fruit de les pregàries dirigides al cel durant la seva absència. L'amor purificat per les llàgrimes del sofriment i la virtut, l'ha curat per la gràcia de Déu i li permet l'entrada en aquell paradís terrestre.
El príncep convida la seva estimada a entrar al temple per celebrar les seves noces, però abans, el cor tan bondadós de la donzella es torna encara cap al seu enemic, el desgraciat Kuterma, que s'ha quedat sol al bosc i implora per a ell perdó del sobirà, desitjant que el cridin al casament. Contesta el Príncip que no és possible, per no haver arribat encara per aquell l'hora del penediment, però als insistents precs d'ella, accedeix a què se li enviï un missatge anunciant les meravelles ocorregudes i aconsellant el ràpid penediment perquè la gràcia divina li permeti venir aviat a compartir l'eterna alegria i infinites dolçors que regnen a la ciutat invisible.
I acaba l'obra encaminant la nupcial comitiva al temple. Les portes d'aquest s'obren de bat a bat i del seu interior emana una claredat indescriptible. La ciutat de Kítej celebra amb alegria l'arribada dels seus volguts Fevrònia i Vsévolod.

## Representacions
A Catalunya s'estrenà al Gran Teatre del Liceu de Barcelona el 2 de gener de 1926. Varen actuar els cantants Georges Possemkowsky, Kapiton Zaporójets, prenent part tota la cèlebre companyia i cos de ball rus. El mestre director fou Albert Coates i la direcció escènica d'Alexandre Sanine. Va comptar amb vuit decoracions noves dels prestigiosos escenògrafs Maurici Vilomara, Salvador Alarma, Ramon Batlle i Emili Amigó.
L'estrena va coincidir amb un clima d'entusiasme per les òperes russes dels anys vint i trenta del segle xx, propiciat entre altres factors per l'èxit de Borís Godunov de Mússorgski. Fou la primera posada en escena fora de les fronteres russes i esdevingué títol obligat al Liceu en quasi totes les temporades fins al 1935.